# Бечдорф
Бечдорф (фр. Betschdorf) насеље је и општина у источној Француској у региону Алзас, у департману Доња Рајна која припада префектури Висембург.
По подацима из 2011. године у општини је живело 4.082 становника, а густина насељености је износила 145,22 становника/km². Општина се простире на површини од 28,11 km². Налази се на средњој надморској висини од 160 метара (максималној 210 m, а минималној 114 m).

## Демографија
| 1962. | 1968. | 1975. | 1982. | 1990. | 1999. | 2011. |
| ----- | ----- | ----- | ----- | ----- | ----- | ----- |
| 2.757 | 2.848 | 3.038 | 3.371 | 3.628 | 3.727 | 4.082 |

График промене броја становника у току последњих година